# Alexander Blockx
Alexander Blockx, né le 8 avril 2005 à Anvers, est un joueur de tennis belge, professionnel depuis 2023.
Il est membre de l'équipe de Belgique de Coupe Davis depuis 2024.
Il se distingue en remportant le tournoi junior de l'Open d'Australie 2023.

## Biographie
Il s'entraîne au centre Tennis Vlaanderen à Wilrijk. Il est coaché depuis son enfance par Philippe Cassiers dans son académie de Forest Hills.

## Carrière

### Carrière junior
Après avoir atteint les quarts de finale de l'US Open junior en 2022, il remporte le tournoi junior de l'Open d'Australie 2023 à 17 ans en battant en finale l'Américain Learner Tien (6-1, 2-6, 7-69). Il atteint également la finale du double, associé au Brésilien João Fonseca. À la suite du tournoi, il monte à la 3e place du classement junior et il atteint, en mai, la première place de ce classement.

### 2023-2024: première sélection en Coupe Davis et première qualification dans un tournoi ATP
En octobre 2023, il fait ses débuts sur le circuit ATP au tournoi d'Anvers en se qualifiant pour le tableau final en battant le 102e mondial Hamad Medjedović (7-63, 6-2) et son compatriote Gilles-Arnaud Bailly (6-4, 7-5). Il perd au premier tour face à l'Allemand 56e mondial Yannick Hanfmann (6-4, 7-63). Fin octobre, il remporte un premier titre sur le circuit ITF à Glasgow, puis un second la semaine suivante à Sunderland. En novembre, il se qualifie pour le tableau principal de son premier Challenger à Danderyd. Il y atteint les demi-finales en battant Maximilian Neuchrist (3-6, 6-1, 7-63) au premier tour, le 133e mondial Corentin Moutet (7-66, 6-1) au second tour, puis il bat en quarts de finale Jakub Menšík (6-3, 6-0), avant d'être éliminé par Brandon Nakashima (6-1, 6-2) . Ce résultat lui permet de terminer la saison dans le top 400 du classement ATP.
En janvier 2024, il reçoit une wild card pour participer aux qualifications de l'Open d'Australie à la suite de sa victoire au tournoi junior en 2023. Il perd au premier tour contre l'Américain Zachary Svajda (4-6, 6-3, 6-4). Début février, il se qualifie pour les demi-finales du tournoi Challenger de Nottingham qu'il perd face à Giovanni Mpetshi Perricard (7-68, 6-2). En mars, il atteint les demi-finales au tournoi Challenger de Hambourg où il est éliminé par Henri Squire (6-3, 7-5). En août, il atteint une nouvelle fois les demi-finales en Challenger à Cordenons, où il s'incline en deux sets contre Carlos Taberne. En septembre, il participe à sa première rencontre en Coupe Davis avec l'équipe belge lors de la phase de groupes. Il affronte l'Italien Matteo Berrettini, ancien 6e mondial, et s'incline en trois sets (3-6, 6-2, 7-5). En novembre, il part jouer des tournois Challenger au Japon. Il atteint les demi-finales à Matsuyama puis remporte son premier titre Challenger à Kobe en battant le 84e mondial Taro Daniel (6-1, 7-62) en demi-finales et Jurij Rodionov (6-3, 6-1) en finale. Ce titre lui permet de monter à la 205e place mondiale.

### 2025: deuxième titre en Challenger à Oeiras
En janvier 2025, après une défaite au premier tour des qualifications de l'Open d'Australie, il remporte un second titre en Challenger à Oeiras en battant Liam Draxl en finale (7-5, 6-1), ce qui lui permet de grimper à la 146e place du classement ATP. En février, il participe à la phase qualificative de la Coupe Davis face à l'équipe du Chili. Il perd son match contre l'ancien membre du top 20 Cristian Garín (7-66, 6-1). Il atteint ensuite la finale du Challenger de Pau en double avec son compatriote Raphaël Collignon, la paire s'incline au super tie-break (6-4, 65-7, 10-8).

## Palmarès

### TournoisChallenger

#### En simple (2/2)
| Résultat | Date       | Tournoi                     | Surface    | Adversaire en finale | Score    |
| -------- | ---------- | --------------------------- | ---------- | -------------------- | -------- |
| Victoire | 11/11/2024 | Hyogo Noah Challenger, Kobe | Dur (int.) | Jurij Rodionov       | 6-3, 6-1 |
| Victoire | 21/01/2025 | Oeiras Open 3, Oeiras       | Dur (int.) | Liam Draxl           | 7-5, 6-1 |

#### En double (0/1)
| Résultat | Date       | Tournoi                       | Surface    | Partenaire        | Adversaires en finale         | Score           |
| -------- | ---------- | ----------------------------- | ---------- | ----------------- | ----------------------------- | --------------- |
| Finale   | 17/02/2025 | Teréga Open Pau-Pyrénées, Pau | Dur (Int.) | Raphaël Collignon | Jakob Schnaitter Mark Wallner | 6-4, 65-7, 10-8 |

## Parcours dans lesMasters 1000
| Année | Indian Wells | Miami              | Monte-Carlo | Madrid | Rome | Canada              | Cincinnati           | Shanghai | Paris |
| ----- | ------------ | ------------------ | ----------- | ------ | ---- | ------------------- | -------------------- | -------- | ----- |
| 2025  | —            | 1er tour C. Moutet | —           | —      | —    | 1er tour D. Svrčina | 2e tour B. Nakashima |          |       |

N.B. : sous le résultat se trouve le nom de l’ultime adversaire.

## Parcours enCoupe Davis
| #                                                              | Date       | Lieu    | Surface    | Gagnant(s)        | Perdant(s)       | Score         |          |
|                                                                |            |         |            |                   |                  |               |          |
| 2024 - Phase de groupes (groupe mondial) - Italie - Belgique   |            |         |            |                   |                  |               |          |
| 1                                                              | 13/09/2024 | Bologne | Dur (int.) | Matteo Berrettini | Alexander Blockx | 3-6, 6-2, 7-5 | Parcours |
|                                                                |            |         |            |                   |                  |               |          |
| 2025 - Phase qualificative (groupe mondial) - Chili - Belgique |            |         |            |                   |                  |               |          |
| 2                                                              | 01/02/2025 | Hasselt | Dur (int.) | Cristian Garín    | Alexander Blockx | 7-66, 6-1     | Parcours |

## Records et statistiques

### Ses trois meilleures victoires en simple par saison
| 2022 1. Luca Tomasetto - 641e - 6-2, 7-5 2. Giacomo Revelli - 1519e - 6-2, 6-1 3. Louis Herman - 1551e - 6-5 ab. | 2023 1. Hamad Medjedović - 102e - 7-63, 6-2 2. Corentin Moutet - 133e - 7-66, 6-1 3. Jakub Menšík - 152e - 6-3, 6-0 | 2024 1. Taro Daniel - 84e - 6-1, 7-62 2. Denis Shapovalov - 101e - 6-4, 65-7, 6-2 3. Benoît Paire - 110e - 6-4, 5-7, 6-3 |

## Classements ATP en fin de saison
| Année          | 2022 | 2023 | 2024 |
| Rang en simple | 1548 | 348  | 204  |
| Rang en double | 1977 | 1207 | –    |

Source : (en) Classements de Alexander Blockx sur le site officiel de la Fédération internationale de tennis